# Aleksandr Dolgushin
Aleksandr Ivanovich Dolgushin (en russe : Александр Иванович Долгушин, né le 7 mars 1946 à Moscou, mort le 17 avril 2006 dans la même ville) est un joueur de water-polo soviétique qui participe aux Jeux olympiques de 1968 et à ceux de 1972. Il fait partie de la liste des membres de l'International Swimming Hall of Fame.
- CIO
- International Swimming Hall of Fame
- Olympedia
- World Aquatics